# Marie Serneholt
Marie Eleonor Serneholt (ur. 11 lipca 1983 w Sztokholmie) – szwedzka piosenkarka, członkini zespołu A*Teens, modelka i lektorka filmowa.
W lutym 2006 zaprezentowała swój debiutancki, solowy singiel „That’s the Way That My Heart Goes”. W marcu wydała album studyjny, zatytułowany Enjoy the Ride.
Wiosną 2015 brała udział w dziesiątej edycji programu TV4 Let’s Dance. Jej partnerem tanecznym był Kristjan Lootus, z którym zajęła drugie miejsce w finale.

## Dyskografia
Albumy solowe
| Tytuł          | Dane dot. albumu                          | Pozycja na liście | Pozycja na liście | Pozycja na liście |
| Tytuł          | Dane dot. albumu                          | SWE               | GER               | CHE               |
| -------------- | ----------------------------------------- | ----------------- | ----------------- | ----------------- |
| Enjoy the Ride | - Data: 13 marca 2006 - Wydawca: Sony BMG | 9                 | 75                | 78                |